# Igor Sidor
Igor Sidor (ur. 6 lutego 1964) – słowacki przedsiębiorca związany z Koszycami, poseł elekt do Rady Narodowej.

## Życiorys
Jest właścicielem firmy Igor Sidor V.O.D.S. zajmującej się wynajmem oraz prezesem klubu koszykarskiego „Maxima Broker” w Koszycach. W wyborach w 2010 uzyskał mandat posła do Rady Narodowej z ramienia ugrupowania Most–Híd. Ma troje dzieci.